# Ranta-Töysän järvi
Ranta-Töysän järvi är en sjö i kommunen Alavo i landskapet Södra Österbotten i Finland. Sjön ligger 106,8 meter över havet. Den är 8,4 meter djup. Arean är 2,44 kvadratkilometer och strandlinjen är 15,01 kilometer lång. Sjön  ingår i Lappo å huvudavrinningsområde.   Den ligger omkring 42 kilometer öster om Seinäjoki och omkring 280 kilometer norr om Helsingfors. 
I sjön finns öarna Aittosaari och Pukkisaari. 